# منقار
|  |
|  |
|  |
|  |
|  |
|  |
|  |

المِنْقَار (لذوي الجناح غير الصائد) والمِنْسَر (لذوي الجناح الصائد) هو الجزء الأمامي الخارجي لفم الطيور. وبالإضافة إلى الأكل، تستعمله الطيور لتنظيف جسمها، تحريك الأجسام، قتل الطرائد، جمع الطعام وإطعام الصغار. ويطلق المنقار أيضا على أجزاء الفم لبعض الحيوانات مثل الرأسقدميات، الحيتانيات، السلاحف والضفادع. ويكون غالباً غضروف بارز ما بين مليمترات لعدة سنتيمترات للأمام.

## التشريح
يقع المنقار في رأس الطيور و هو غضروف صلب تستخدمه الطيور لأغراض مختلفة
و يختلف شكله و لونه حسب نوع الطائر.

## انظر أيضًأ
- خيشوم (طيور)
- قسمة (تشريح)